# عشق‌بازی با سنگ
عشق‌بازی با سنگ (انگلیسی: Romancing the Stone) فیلمی در ژانر کمدی رمانتیک به کارگردانی رابرت زمکیس است که در سال ۱۹۸۴ منتشر شد.

## بازیگران
- مایکل داگلاس
- کاتلین ترنر
- دنی دویتو
- هالند تیلور
- ماری الن ترینور
- تد وایت